# 금산하이텍고등학교
금산하이텍고등학교(錦山하이텍高等學校)는 대한민국 충청남도 금산군 진산면 읍내리에 있는 공립 고등학교이다.

## 학교 연혁
- 1975년 3월 6일 : 진산고등학교 개교
- 1995년 3월 1일 : 진산공업고등학교로 교명 및 학칙 변경(기계과 9, 전기과 6, 환경공학과 3 계 18학급)
- 2011년 3월 1일 : 금산하이텍고등학교로 교명 변경
- 2013년 8월 1일 : 학칙변경 인가(자동화기계과 3, 전기제어과 3, 식품제조공정과 3 계 9학급)
- 2025년 1월 9일 : 제48회 졸업식(47명) 누계 7,081명
- 2025년 3월 1일 : 제24대 이성일 교장 취임
- 2025년 3월 4일 : 제51회 신입생 45명 입학 (스마트기계과 18명, 전기시스템제어과 12명, 식품제조공정과 15명)

## 설치 학과
- 스마트기계과
- 전기시스템제어과
- 식품제조공정과

## 참고 자료
- 금산하이텍고등학교 - 한국교육학술정보원 학교알리미